# Hercostomus longilamellus
Hercostomus longilamellus är en tvåvingeart som beskrevs av Harmston och Frank Hall Knowlton 1940. Hercostomus longilamellus ingår i släktet Hercostomus och familjen styltflugor.
Artens utbredningsområde är Utah. Inga underarter finns listade i Catalogue of Life.